# K5 League Incheon 2019
Die K5 League Incheon 2019 war die erste Spielzeit als höchste Amateurspielklasse und die erste Spielzeit insgesamt im südkoreanischen Fußball gewesen. Die Saison begann im April und endete im Oktober. Anschließend folgten die Play-off-Spiele.

## Teilnehmer und ihre Spielstätten
| Team                   | Stadt                  | Heimstadion            | In der Liga seit       | Vorjahresplatzierung         |                        |
| K5 League Incheon 2019 | K5 League Incheon 2019 | K5 League Incheon 2019 | K5 League Incheon 2019 | K5 League Incheon 2019       | K5 League Incheon 2019 |
| ---------------------- | ---------------------- | ---------------------- | ---------------------- | ---------------------------- | ---------------------- |
| Incheon Songdo         | Incheon-Yeonsu-gu      | LNG-Sportplatz A       | 2019                   | Aufsteiger aus der K6 League |                        |
| Incheon Wachi          | Incheon-Yeonsu-gu      | LNG-Sportplatz A       | 2019                   | Aufsteiger aus der K6 League |                        |
| Incheon Nambu FC       | Incheon-Michuhol-gu    | LNG-Sportplatz A       | 2019                   | Aufsteiger aus der K6 League |                        |
| Incheon Kanseok FC     | Incheon-Namdong-gu     | LNG-Sportplatz A       | 2019                   | Aufsteiger aus der K6 League |                        |
| Incheon Karam ING      | Incheon-Seo-gu         | LNG-Sportplatz A       | 2019                   | Aufsteiger aus der K6 League |                        |
| Incheon Songwol FC     | Incheon-Jung-gu        | LNG-Sportplatz A       | 2019                   | Aufsteiger aus der K6 League |                        |

## Reguläre Saison
| Pl. | Verein                 | Sp. | S | U | N | Tore    | Diff. | Punkte |
| --- | ---------------------- | --- | - | - | - | ------- | ----- | ------ |
| 1.  | Incheon Songwol FC (N) | 5   | 5 | 0 | 0 | 016:400 | +12   | 15     |
| 2.  | Incheon Karam ING (N)  | 5   | 4 | 0 | 1 | 019:900 | +10   | 12     |
| 3.  | Incheon Kanseok FC (N) | 5   | 3 | 0 | 2 | 016:140 | +2    | 09     |
| 4.  | Incheon Songdo (N)     | 5   | 2 | 0 | 3 | 013:150 | −2    | 06     |
| 5.  | Incheon Nambu FC (N)   | 5   | 1 | 0 | 4 | 011:170 | −6    | 03     |
| 6.  | Incheon Wachi (N)      | 5   | 0 | 0 | 5 | 000:160 | −16   | 0      |

| Zum 5. Spieltag:                                                                                            |  |
| Qualifikation zur K5-League-Meisterschaft und Qualifikation zum Korean FA Cup 2020 Abstieg in die K6 League |  |
| |  |
| Zum Saisonende 2018:                                                                                        |  |
| (N) Aufsteiger aus der K6 League                                                                            |  |

## Statistik

### Torschützenliste
Bei gleicher Anzahl von Treffern sind die Spieler alphabetisch geordnet.
| Platz | Spieler         | Mannschaft         | Tore |
| ----- | --------------- | ------------------ | ---- |
| 01    | Park Yeong-hwa  | Incheon Karam ING  | 6    |
| 0     | Han Byeong-chan | Incheon Karam ING  | 6    |
| 0     | Shin Heui-man   | Incheon Kanseok FC | 6    |
| 04    | Kim Kyu-min     | Incheon Nambu FC   | 5    |
| 05    | Kim Yeong-ho    | Incheon Karam ING  | 3    |